# Симмонс, Кимора Ли
Кимо́ра Ли Си́ммонс (англ. Kimora Lee Simmons), в девичестве — Пе́ркинс (англ. Perkins; 4 мая 1975, Сент-Луис, Миссури, США) — американская предпринимательница, венчурный инвестор, модельер
, телевизионная персона, писательница, общественный деятель, фотомодель, актриса

 и телепродюсер.

## Биография и карьера
Кимора Ли Перкинс родилась 4 мая 1975 года в Сент-Луисе (штат Миссури, США) в семье федерального маршала-афроамериканца Вернона Уитлока-младшего и японки Джоан Перкинс.
Начала свою карьеру в 11-летнем возрасте — в 1986 году в качестве модели.
Окончила «Lutheran High School North».
Также снимается кино и является телевизионным продюсером.

## Личная жизнь
С 1998 по 2009 год Симмонс была замужем за музыкантом и бизнес-магнатом Расселом Симмонсом, от которого у неё есть две дочери — Мин Ли Симмонс (род. 21 января 2000) и Аоки Ли Симмонс (род. 16 августа 2002).
С 2007 по 2012 год Симмонс встречалась с актёром Джимоном Хонсу, от которого у неё есть сын — Кензо Ли Хонсу (род. 30 мая 2009).
С декабря 2013 года Симмонс замужем за бизнесменом Тимом Лейсснером, от которого у неё есть два сына — Гэри Лейсснер (род. в 2009, усыновлён) и Вулф Ли Лейсснер (род. в апреле 2015).